# エネミー・ライン4 ネイビーシールズ最前線
『エネミー・ライン4 ネイビーシールズ最前線』（原題：Seal Team Eight: Behind Enemy Lines）は、2014年のアメリカ合衆国のアクション・戦争映画である。『エネミー・ライン』シリーズの4作目にあたる。監督はロエル・レイネ、出演はトム・サイズモア、レックス・シュラプネルなど。ビデオ映画で、2014年4月1日にDVDとBlu-ray Discが同時発売された。
本作の撮影はコンゴと南アフリカで行われた。
日本では、2014年12月3日に20世紀フォックス ホーム エンターテイメント ジャパンからDVD（規格品番：FXBA-57566／FXBR-57566）が発売された。

## キャスト
| 役名                 | 俳優                   | 日本語吹き替え |
| -------------------- | ---------------------- | --- |
| ケース               | レックス・シュラプネル | 宮内敦士 |
| ゾーイ・ジェラニ     | アウレリー・メリエル   | 岡寛恵 |
| リックス中佐         | トム・サイズモア       | 廣田行生 |
| ジェイ               | アンソニー・オセイェミ | 花輪英司 |
| その他               | N/A                    | 竹内良太、遠藤純平 赤城進、福田賢二 武田幸史、後藤光祐 増岡裕子、米田基裕 坂井恭子、杉村憲司 間宮康弘、前田一世 長尾明希 |
| 日本語版制作スタッフ |                        | |
| 演出                 | 演出                   | 高田浩光 |
| 字幕翻訳             | 字幕翻訳               | 田中武人 |
| 吹替翻訳             | 吹替翻訳               | チオキ真理 |
| 制作                 | 制作                   | ビデオテック |

## スタッフ
- 原案・監督：ロエル・レイネ
- 製作総指揮：ジョン・デイビス
- 製作：ダビド・ビヒト
- 脚本：シェーン・クーン、ブレンダン・カウルズ
- 音楽：マーク・キリアン
- 撮影：ロエル・レーヌ
- 編集：ラドゥ・アイオン
- 美術：ショーン・バンス